# توماس فرنانديز (لاعب كرة قدم)
توماس فرنانديز (بالفرنسية: Thomas Fernandez)‏ (3 أغسطس 1970 في فرنسا - ) هو مدرب كرة قدم ولاعب كرة قدم فرنسي في مركز الدفاع. لعب مع أولمبيك مارسيليا ونادي باو ونادي تولوز ونادي لو روتش وVendée Poiré-sur-Vie Football ‏ وأولمبيك أليس.

## وصلات خارجية
- توماس فرنانديز على موقع قاعدة بيانات كرة القدم.إي يو (الإنجليزية)
- توماس فرنانديز على موقع Soccerway.com (الإنجليزية)
- توماس فرنانديز على موقع عالم كرة القدم.نت (الإنجليزية)